# Right Now!
Right Now! – album studyjny amerykańskiego saksofonisty jazzowego Jackiego McLeana, wydany z numerem katalogowym BLP 4215 i BST 84215 w 1966 roku przez Blue Note Records.

## Powstanie
Materiał na płytę został zarejestrowany 29 stycznia 1965 roku przez Rudy'ego Van Geldera w należącym do niego studiu (Van Gelder Studio) w Englewood Cliffs w stanie New Jersey. Produkcją albumu zajął się Alfred Lion.

## Lista utworów
Opracowano na podstawie materiału źródłowego.
Wydanie LP
Strona A
| Nr | Tytuł utworu | Muzyka        | Długość |
| -- | ------------ | ------------- | ------- |
| 1. | „Eco”        | Jackie McLean | 6:09    |
| 2. | „Poor Eric”  | Larry Willis  | 10:12   |
|    |              |               | 16:21   |

Strona B
| Nr | Tytuł utworu      | Muzyka           | Długość |
| -- | ----------------- | ---------------- | ------- |
| 1. | „Christel's Time” | Willis           | 10:34   |
| 2. | „Right Now”       | Charles Tolliver | 9:29    |
|    |                   |                  | 20:03   |

Utwór dodatkowy na reedycji (2004)
| Nr | Tytuł utworu                 | Muzyka   | Długość |
| -- | ---------------------------- | -------- | ------- |
| 1. | „Right Now (alternate take)” | Tolliver | 11:42   |
|    |                              |          | 11:42   |

## Twórcy
Opracowano na podstawie materiału źródłowego.
Muzycy:
- Jackie McLean – saksofon altowy
- Larry Willis – fortepian
- Bob Cranshaw – kontrabas
- Clifford Jarvis – perkusja

Produkcja:
- Alfred Lion – produkcja muzyczna
- Rudy Van Gelder – inżynieria dźwięku
- Reid Miles – projekt okładki
- Francis Wolff – fotografia na okładce
- Phyl Garland – liner notes
- Michael Cuscuna – produkcja muzyczna (reedycja z 2004)
- Bob Blumenthal – liner notes (2004)